# Acalolepta lessonii
Acalolepta lessonii är en skalbaggsart som först beskrevs av Xavier Montrouzier 1855.  Acalolepta lessonii ingår i släktet Acalolepta och familjen långhorningar. Inga underarter finns listade i Catalogue of Life.